# Coupe des Pays-Bas de football 2010-2011
Navigation
Édition précédente Édition suivante
La Coupe des Pays-Bas de football 2010-2011, nommée la KNVB beker, est la 93e édition de la Coupe des Pays-Bas. La compétition commence le 18 août 2010 et se termine le 8 mai 2011, date de la finale qui se dispute au Feijenoord Stadion. 93 clubs participent au tournoi.
Le club vainqueur de la coupe est qualifié pour les barrages de la Ligue Europa 2011-2012.

## Déroulement de la compétition
Tous les tours se jouent en élimination directe. À chaque tour, un tirage au sort est effectué pour déterminer les adversaires.

## Calendrier
| Tour                | Date                                       | Équipes participantes |
| ------------------- | ------------------------------------------ | --------------------- |
| 1er tour            | 18 août 2010                               | 4                     |
| 2e tour             | 25 août 2010                               | 54                    |
| 3e tour             | 21, 22 et 23 septembre 2010                | 64                    |
| 4e tour             | 9, 10, 11 novembre 2010                    | 32                    |
| Huitièmes de finale | 21, 22 et 23 décembre 2010 18 janvier 2011 | 16                    |
| Quarts de finale    | 25, 26 et 27 janvier 2011                  | 8                     |
| Demi-finale         | 2 et 3 mars 2011                           | 4                     |
| Finale              | 8 mai 2011                                 | 2                     |

## Résultats

### Huitièmes de finale
Les matchs des huitièmes de finale se déroulent les 21, 22 et 23 décembre 2010 et le 18 janvier 2011 pour les matchs qui n'ont pu être joués à cause des conditions climatiques.
| Date        | Club                | Résultat         | Club           |
| ----------- | ------------------- | ---------------- | -------------- |
| 21 décembre | FC Twente           | 5 - 0            | Vitesse Arnhem |
| 22 décembre | FC Utrecht          | 1 - 0            | FC Volendam    |
| 22 décembre | SV Roda JC Kerkrade | 1 - 3            | PSV Eindhoven  |
| 23 décembre | Ajax Amsterdam      | 1 - 0            | AZ Alkmaar     |
| 18 janvier  | SC Genemuiden       | 2 - 3            | FC Groningen   |
| 18 janvier  | VV Sparta Nijkerk   | 3 - 3ap 3 - 4tab | Vv Noordwijk   |
| 18 janvier  | Achilles '29        | 2 - 2ap 1 - 3tab | RKC Waalwijk   |
| 18 janvier  | SC Telstar          | 0 - 1            | NAC Breda      |

### Quarts de finale
Les matchs des quarts de finale se déroulent les 25, 26 et 27 janvier 2011.
| Date       | Club           | Résultat         | Club          |
| ---------- | -------------- | ---------------- | ------------- |
| 25 janvier | RKC Waalwijk   | 6 - 0            | Vv Noordwijk  |
| 26 janvier | FC Twente      | 1 - 1ap 7 - 6tab | PSV Eindhoven |
| 26 janvier | FC Utrecht     | 3 - 2            | FC Groningen  |
| 27 janvier | Ajax Amsterdam | 4 - 1            | NAC Breda     |

### Demi-finales
Les matchs des demi-finales se déroulent les 2 et 3 mars 2011.
| Date   | Club           | Résultat | Club         |
| ------ | -------------- | -------- | ------------ |
| 2 mars | FC Twente      | 1 - 0    | FC Utrecht   |
| 3 mars | Ajax Amsterdam | 5 - 1    | RKC Waalwijk |

### Finale
La finale se joue le 8 mai 2011 au Feijenoord Stadion de Rotterdam.
| 8 mai 2011 | FC Twente                                           | 3 - 2ap | Ajax Amsterdam                           | Feijenoord Stadion, Rotterdam |                        |
|            | Wout Brama 45e · Theo Janssen 56e · Marc Janko 117e | (1 - 2) | 19e Demy de Zeeuw · 40e Lorenzo Ebecilio | Arbitrage : Kevin Blom        | Arbitrage : Kevin Blom |